# Józef Rochnia
Józef Rochnia (ur. 31 marca 1953 w Bytomiu) – polski piłkarz grający na pozycji napastnika.

## Kariera piłkarska
Józef Rochnia karierę piłkarską rozpoczął w 1971 roku Polonii Bytom. W sezonie 1976/1977 awansował z drużyną do ekstraklasy na sezon 1977/1978 oraz dotarł do finału Pucharu Polski. W Polonii Bytom występował do 1983 roku grając 125 meczów i strzelając 14 goli w ekstraklasie.
Następnie w 1984 roku został zawodnikiem gliwickiego ŁTS Łabędy, w którym 1988 roku zakończył piłkarską karierę.

## Sukcesy piłkarskie

### Polonia Bytom
- Finał Pucharu Polski: 1977